# Masalia cheesmanae
Masalia cheesmanae is een vlinder uit de familie uilen (Noctuidae). De wetenschappelijke naam van deze soort is voor het eerst geldig gepubliceerd in 1972 door Seymour.
De soort komt voor in tropisch Afrika.